# Петрушевич Антоній Степанович
Анто́ній Степа́нович Петруше́вич (псевдоніми: Антоній из Добрян, Галичаненько А., Галичанин, Подкова Иван, Русин Галичанин, Русолюбович А., Тотсамович А. тощо; 18 січня 1821, с. Добряни — 23 вересня 1913, Львів) — український історик, мовознавець, дослідник історії Галичини, священник греко-католицької церкви (нині — УГКЦ). Належав до москвофільского напрямку. Стрий доктора Євгена Петрушевича, двоюрідний дід Костянтини Малицької та Корнила Сеника.

## Біографія
Антоній Петрушевич народився у селі Добрянах (нині Стрийського району Львівської області, Україна) у сім'ї місцевого греко-католицького пароха о. Степана Петрушевича (1772–1850).
Початкову освіту здобув у Стрию. Навчався у Львівському університеті (закінчив 1845) і Греко-католицькій теологічній семінарії. 1847 року висвячений на священника. 1851 року став радником консисторії, був особистим секретарем митрополита Михайла Левицького. 1858 року став парохом села Новиця Горішня (нині Калуський район). Того ж року на запрошення єпископа Григорія Яхимовича упорядковував бібліотеку Перемиського капітулу УГКЦ.
Від 1861 року крилошанин митрополичого капітулу і Собору святого Юра, керівник митрополичої канцелярії. Із 1873 року — бібліотекар митрополичого архіву. Співзасновник Головної Руської Ради і Галицько-Руської Матиці.
Посол до Галицького сейму (1861–1877) від IV курії 35 округ (судові повіти Калуш, Войнилів).
Посол до Австрійського парламенту (1873–1878) від 16 округу (судові повіти Калуш, Войнилів, Долина, Болехів, Рожнятів, Бібрка і Ходорів).
Помер 23 вересня 1913 у Львові. Похований на Личаківському кладовищі, поле № 5.
Був двоюрідним дідом Корнила Сеника.

### Доробок, оцінка діяльности

#### Словено-русскій корнесловъ
Антоній Петрушевич — автор незавершеного етимологічного словника «Словено-русскій корнесловъ», котрий залишився неопублікованим. Праця складається із 44 скриньок із неповністю систематизованих словникових статей, заміток. Словник є наздвичайно великою базою сучасної, застарілої та реконструйованої лексики слов'янських мов. За життя Петрушевича національні академії кількох країн вели з ним листування про можливість зберігання, подальшого опрацювання та видання цієї праці. Зрештою працю по смерті лінгвіста було надіслано до Петербурзької академії наук, де вона невидана зберігається. Окрім одного опублікованого загального опису, досі не існує докладних відомостей про її зміст. Вона не досліджувалася і не введена в науковий обіг.

#### Інші праці
- Русь и Польша — 1849
- Истукан, открытый в Збруче — 1851
- Было ли два Галича? — 1865
- О подложных старочешских памятниках — 1879
- Волынско-Галицкая летопись, составленная с концом XIII века. 1205—1295. — 1871
- Сводная галицко-русская летопись. 6 Т. — 1874—1897.
- Галицкий исторический сборник, издаваемый Обществом Галицко-русской матицы: в 3 вып. Вып. 2. — Львов: Напеч. в тип. Инта Ставропигианского, 1854. — 192, 3 с.
- Галицкий исторический сборник, издаваемый Обществом Галицко-русской матицы: в 3 вып. Вып. 3. — Львов: Напеч. в тип. Инта Ставропигианского, 1860. — 59, 1, CLXXIX, 3 с.

Предметом перших наукових досліджень Петрушевича була історія церкви в Галичині, потім почав займатися слов'янською філологією, етнографією, дослідженням археологічних пам'ятників та архівних рідкостей. У 1848 році Петрушевич брав участь у Соборі руських учених, де очолював історичну секцію. Хоча Петрушевич не займався літературою спеціально, він привітав Собор віршем «Братьям-галичанам», який був надрукований у «Зорі Галицькій», та, вже у 1901 році передрукований у «Галичанині» (загалом залишилося лише два вірша, надрукованих Петрушевичем).
Багато років Антоній Петрушевич співпрацював з Галицько-руською матицею, був членом Чеської матиці, почесним членом Слов'янського товариства (Київ), Російського археологічного товариства (Москва), Товариства історії та стародавностей (Одеса), румунської Академії Наук (Бухарест). В старшому віці перейшов на позиції москвофільства, писав праці «язичієм», яке називав праруською мовою, виступав за єдність Галичини з Росією. Його численні (загалом до 120) наукові роботи стосувалися головним чином, хоча не виключно, історії Галичини у різні епохи та у різних аспектах та друкувалися у виданнях москвофільского харатеру — «Галицкий исторический сборник», «Науковий сборник», «Галичанин». Ще за життя постать вченого була добре відома в науковому світі. Його згадано у багатьох енциклопедичних виданнях. Зокрема вперше — у Британському музейному каталозі (1881–1900), пізніше в словнику Брокгауза і Ерфона (1898), польській Енциклопедії загальній С. Оргельбранда (1901) та інших.

#### Бібліотека
Одним із захоплень Антонія Петрушевича було колекціонування книг і стародруків. Проживаючи у Відні як посол Австрійського парламенту, усю платню використовував на придбання літератури. Отримав також у спадок бібліотеку Дениса Зубрицького від його доньки Станіслави. Результатом була велика збірка пам'яток слов'янської культури. На його переконання, найкращим місцем для розміщення книгозбірні був Народний дім, котрому 1885 року він заповів свою бібліотеку. Вона була окремою збіркою із назвою «Музей Петрушевича» у складі бібліотеки Народного дому. Найчисельнішою частиною колекції була збірка книг та періодичних видань кінця XIX — початку XX ст. Близько 400 рукописних кириличних книг, 107 латиномовних рукописів, інших документів (деякі — на пергаментній основі) — 42. Рукописи опрацьовані та введені в обіг Іларіоном Свєнціцьким коштом Петрушевича.
Окрім того допомагав поповнювати саму бібліотеку Народного дому протягом майже тридцяти років. Зробив значні внески у фонди новоствореного Національного музею, не тільки у вигляді книг, а також і нумізматичної колекції, ікон, археологічних артефактів, зокрема княжої доби. Зробив також цінний внесок у бібліотеку Київського університету.

### Оцінка діяльности
Діяльність, зокрема наукову, Антонія Петрушевича неоднозначно сприймали сучасники, активно критикували представники народовців. Несподівано першими були критичні оцінки не галицьких учених Івана Линниченка та Володимира Антоновича. Негативну оцінку давав Михайло Грушевський, критикуючи на його думку, повну відсутність методології. Степан Томашівський у Записках НТШ, прорецензувавши кілька праць, стверджував, що автор «не має ніяких систематичних наукових відомостей про те, що пише, ні про джерела, ні про літературу, збирає лише доривочні звістки та укладає їх без критики, без порядку та розуміння…».
Іван Франко окрім критики чисто фахового плану, виражав подив метаморфозам поглядів Антонія Петрушевича — від національно-патріотичних, проукраїнських в ранніх роботах, до типово проросійських або т. зв. «старорусинських» із характерною для москвофільства «заїлістю та сліпотою». Окрім того, характеризував діяльність Петрушевича, скоріше як політичну, аніж дослідницьку. Зокрема, присвятив з цього приводу вірш «Антошкові П. (азъ покой)».
Водночас роботи Петрушевича отримували схвальні відгуки таких представників москвофільської течії, як Миколи Устияновича, Василя Залозецького. У зв'язку із критикою полемізував із Грушевським, виправдовуючи Петрушевича, Пилип Свистун — голова «Общества ім. Качковського». Радянська історіографія доволі просто таврувала Петрушевича як «реакційного буржуазного історика». Дещо ідеалізованим є трактування автора в колах діаспори.